# 炭酸水素アンモニウム
炭酸水素アンモニウム（たんさんすいそアンモニウム、英語 Ammonium hydrogen carbonate）は、分子式 NH4HCO3 で表される化学物質。重炭酸アンモニウム(じゅうたんさん -、英語 Ammonium bicarbonate)、重炭安(じゅうたんあん)ともいう。CAS登録番号 1066-33-7。 
分子量 79.06 g/mol 、密度 1.586 g/cm3。水に可溶 (20℃で17.4％) 。アセトン、アルコールに不溶。水に溶解すると、加水分解のために、弱アルカリ性を呈する。
固体は58℃、水溶液は70℃に加熱することでアンモニア、二酸化炭素、水の3つの物質に分解する。気体(泡)となるため食品の膨脹剤として、小麦粉製品等に添加して用いられる。 炭酸水素ナトリウム(重曹)よりも多量のガスを発生させるので、発泡倍率を上げることができる。
熱分解の反応式は、
{\displaystyle {\ce {NH4HCO3 -> {NH3}+ {H2O}+ CO2}}}

## 用途
- 食品添加物
気体を発生させるので膨張剤、ベーキングパウダー（ふくらし粉）として添加する。
- 泡消火剤、防火剤原料
- 医薬品原料
- 染料
- アンモニア肥料
- 革鞣し剤
- 窯業添加剤
- プラスチック、ゴム添加剤(発泡剤)
- 繊維の脱脂剤
- 触媒

## 安全性
炭酸水素アンモニウムには皮膚、目、呼吸器系に対する刺激性がある。